# Beatriz Enríquez de Castilla
Beatriz Enríquez de Castilla, conocida también como Beatriz de Castro, (1398-1455), hija de Pedro Enríquez de Castilla, conde de Trastámara, y de Isabel de Castro, fue señora de Lemos, Ponferrada, Villafranca del Bierzo, Castro Caldelas, Puentedeume y otras villas, y señora consorte de Cabrera y Ribera. Fue bisnieta del rey Alfonso XI de Castilla.

## Orígenes familiares
Fue hija de Pedro Enríquez de Castilla y de Isabel de Castro y Ponce de León, y por parte paterna era nieta de Fadrique Alfonso de Castilla, maestre de la Orden de Santiago, y de Constanza de Angulo. Por parte materna era nieta de Alvar Pérez de Castro, conde de Arraiolos, y de María Ponce de León. Fue hermana de Fadrique Enríquez de Castilla y tía de Pedro Enríquez, obispo de Mondoñedo entre los años 1426 y 1445.

## Biografía

### Infancia y juventud (1398-1429)
Beatriz Enríquez de Castilla nació en 1398. Su padre, Pedro Enríquez de Castilla, fue conde de Trastámara, Lemos, Sarria y Viana del Bollo, y señor de Ponferrada, Villafranca de Valcárcel, Paredes de Nava y otras villas y desempeñó además los cargos de condestable de Castilla y el de pertiguero mayor de Santiago.

Aunque unque hay múltiples versiones sobre el asunto, algunos autores señalan que cuando tenía unos ocho años de edad, Beatriz Enríquez fue encomendada por su hermano Fadrique a las abadesas del convento de Santa Clara la Real de Toledo, Inés e Isabel Enríquez, que eran hijas ilegítimas del rey Enrique II de Castilla, para que fuera «educada honestamente e instruida» durante algunos días por las monjas de ese cenobio, aunque con la condición expresa de que no pronunciaría los votos de religiosa en dicho convento ni tomaría los hábitos en él, según consta en la petición que posteriormente Fadrique Enríquez dirigió al papa Martín V sobre este asunto.

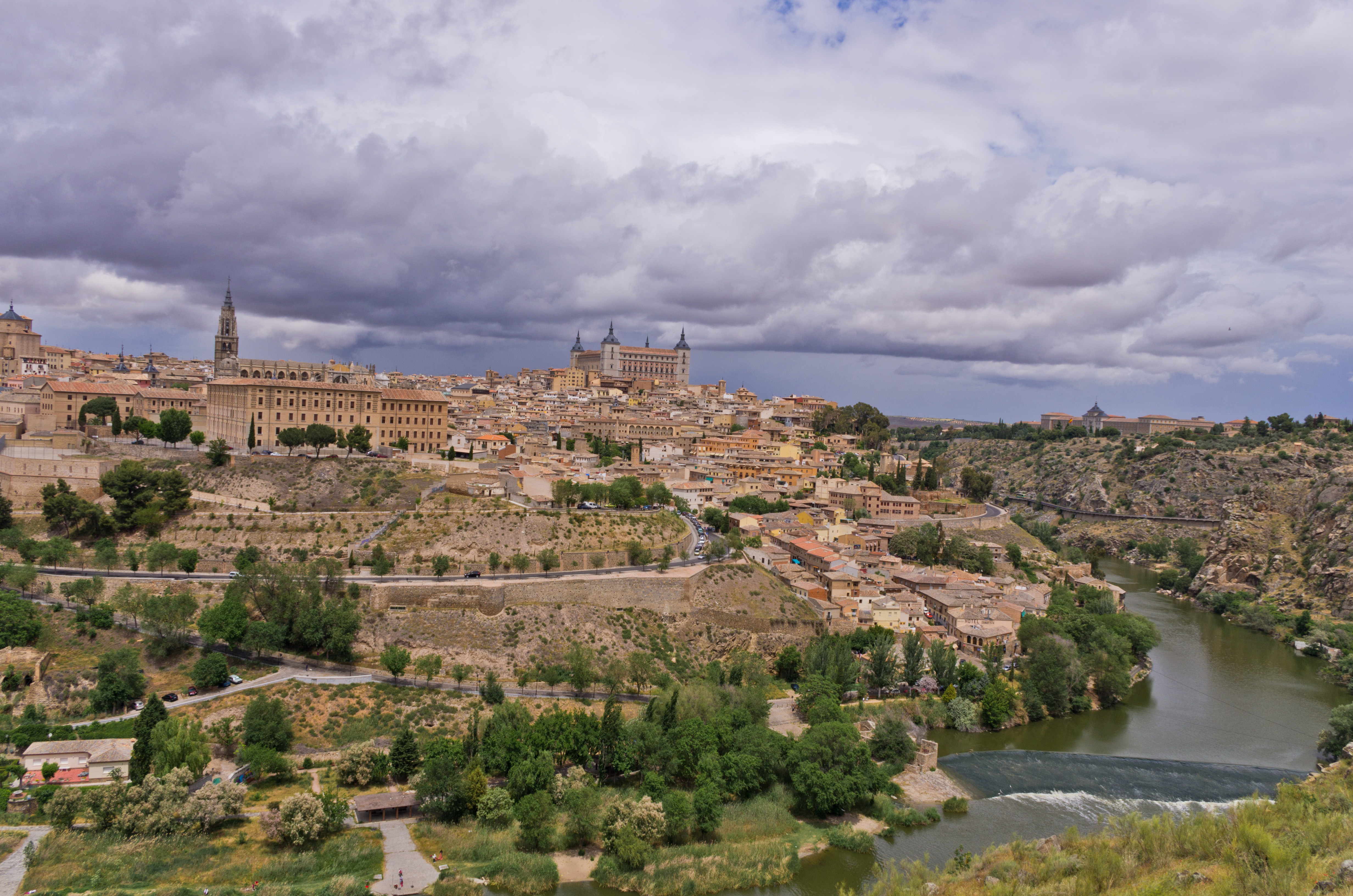
Vista general de la ciudad de Toledo.

No obstante, y debido a la larga ausencia del duque Fadrique Enríquez, las religiosas del convento de Santa Clara de Toledo y las hermanas Inés e Isabel Enríquez persuadieron a Beatriz para que vistiera el hábito de las clarisas, y al final ella, tras muchos ruegos y súplicas por parte de aquellas accedió a su petición, y tras haber permanecido en el convento durante más de dos años, al final las monjas obligaron a Beatriz a que pronunciara sus votos tras haberla mantenido encerrada contra su voluntad. Sin embargo, el duque Fadrique se opuso a ello y comunicó al papa Martín V que su hermana deseaba abandonar el convento, y le solicitó que se realizara una investigación acerca de lo ocurrido, y el pontífice, mediante la bula Humilibus supplicum votis, emitida en la ciudad de Florencia el 2 de octubre de 1419, ordenó al deán de la catedral de Segovia que cuando se hubiera comprobado la veracidad de lo que le habían comunicado sobre el asunto debería tomar a Beatriz Enríquez bajo su protección para que abandonara el convento de Santa Clara y fuera llevada a otro cenobio de monjas clarisas o de otra orden.
El papa también dispuso que si era cierto que Beatriz Enríquez había pronunciado los votos en contra de su voluntad podría renunciar a los hábitos y a la vida religiosa y sería libre para poder volver a la vida seglar y casarse. No obstante, conviene señalar que la historiadora María Luisa Pérez de Tudela afirmó en su tesis doctoral que en esta época el convento de Santa Clara de Toledo se vio envuelto en dos asuntos de este tipo, ya que por un lado se dio el caso de Beatriz, la hermana del duque Fadrique Enríquez, y por otro hubo otra joven también llamada Beatriz que era hija de Pedro Enríquez, conde de Trastámara, y señaló que a ambas se les obligó a tomar los hábitos en contra de su voluntad, aunque en otra parte de su tesis afirmó que en realidad las dos jóvenes llamadas Beatriz fueron sobrinas del duque Fadrique Enríquez y del conde Pedro Enríquez.

No obstante, otros historiadores afirmaron que el caso del «encierro» de Beatriz Enríquez no ocurrió en Santa Clara de Toledo, sino en el convento de Santa Clara de Valladolid, y otros señalaron que tuvo lugar en el monasterio de las Huelgas de Burgos, aunque Alfonso Franco Silva señaló que hay constancia de que el encierro de Beatriz se produjo en el convento de Santa Clara la Real de Toledo. Por otra parte, algunos de los historiadores que vincularon este asunto con el convento de Santa Clara de Valladolid afirmaron erróneamente que Inés Enríquez, la hija ilegítima de Enrique II, no fue abadesa de Santa Clara la Real de Toledo, sino del de Santa Clara de Valladolid, y también que fue el duque Fadrique Enríquez quien, con la complicidad de la abadesa Inés Enríquez, obligó a su hermana Beatriz a tomar el hábito de las clarisas y a permanecer en el convento durante varios años hasta que un día «se desnudó los ávitos a la vista de la Abadesa y monjas, y se salió del monasterio ayudada de algún pariente», que según el historiador Eduardo Pardo de Guevara y Valdés debió ser su tío, el almirante de Castilla Alfonso Enríquez. Alfonso Franco, por otra parte, también afirmó que el ingreso de Beatriz Enríquez en las clarisas de Toledo se produjo en 1424, cuando ella tenía 17 años de edad, a pesar de que la bula del papa Martín V en relación con el asunto de Beatriz está fechada en octubre de 1419, es decir, unos cinco años antes de lo manifestado por dicho autor.

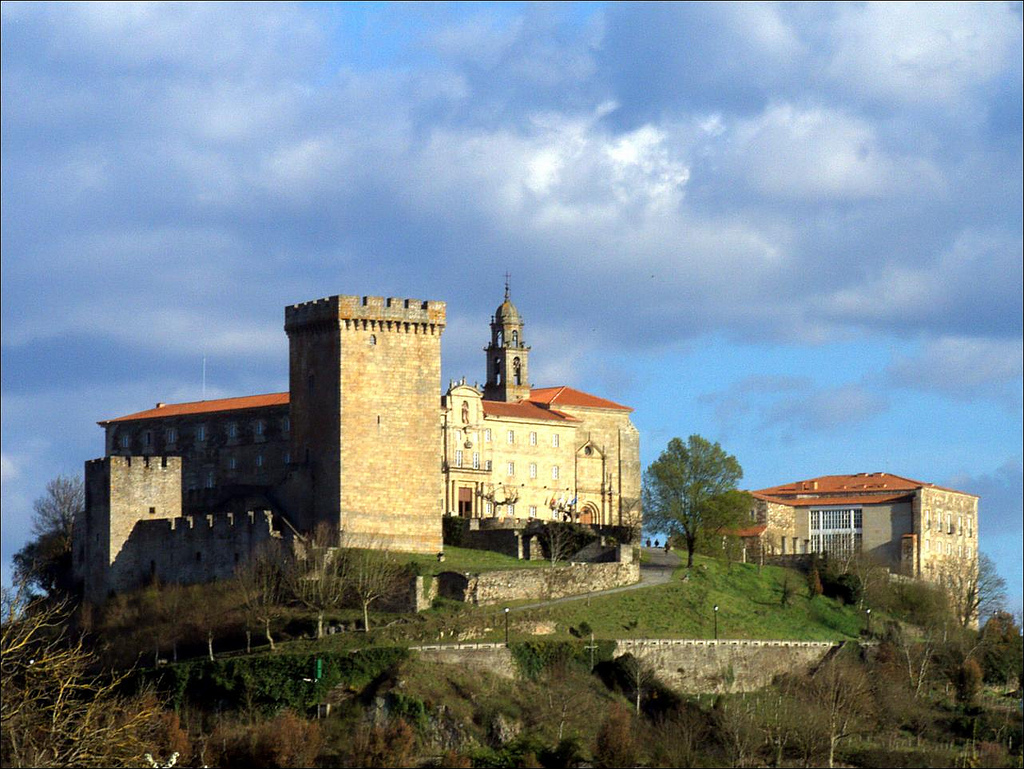
Vista general del castillo de Monforte de Lemos.

El hermano de Beatriz, Fadrique Enríquez, militó en el partido del condestable Álvaro de Luna, en contra de la influencia de los Infantes de Aragón en la Corte castellana de Juan II de Castilla, lo que le valió ser nombrado por el rey duque de Arjona y miembro del Consejo Real en 1423. Sin embargo, cambió de bando en 1425 y comenzó  apoyar a los Infantes de Aragón contra Álvaro de Luna, que en 1428 logró recuperar el control de la situación, eliminando a los infantes y a sus partidarios del mapa político.
El 10 de junio de 1429, poco antes de ser detenido, su hermano Fadrique Enríquez le cedió a su hermana Beatriz Enríquez la villa de Monforte de Lemos y el castillo de Castro Caldelas. Poco después, Fadrique Enríquez de Castilla fue encarcelado en el castillo de Peñafiel, donde moriría en 1430. Según algunos autores fue ajusticiado por orden de Juan II de Castilla, aunque otros afirman que falleció de muerte natural, y a su muerte, su patrimonio se dispersó.
En el momento de la detención de su hermano, Beatriz Enríquez poseía las villas de Monforte de Lemos, Cedeira y Castro Caldelas, además de numerosas fortalezas repartidas por toda Galicia, los bienes que había recibido en herencia de su hermana Constanza, y las encomiendas del monasterio de Meira y de las iglesias de Mondoñedo y Lugo.
Desde el momento de la defunción de su hermano, Beatriz Enríquez intentó restaurar el antiguo esplendor de su familia, reuniendo de nuevo el patrimonio disperso de la misma, que había sido confiscado por la Corona y repartido entre numerosos nobles, contándose entre estos últimos el condestable Álvaro de Luna, que se apoderó de las villas de Monforte de Lemos, Sarria y Paredes de Nava, entre otras.
En septiembre de 1429, poco después de la detención de su hermano Fadrique, Beatriz Enríquez solicitó al rey Juan II el perdón de su hermano, aunque al mismo tiempo pidió al monarca que le concediese a ella todos los bienes que habían pertenecido a su hermano y que le habían sido confiscados por la Corona, entre los que se contaba el ducado de Arjona. No obstante, dicha petición fue desoída.

### Matrimonio y últimos años (1433-1455)
El 16 de febrero de 1433, Beatriz Enríquez contrajo matrimonio con Pedro Álvarez Osorio, señor de Cabrera y Ribera. El enlace matrimonial se llevó a cabo gracias a la influencia del almirante Alonso Enríquez, tío de ambos cónyuges, y las arras consistieron en diez mil doblas de oro aragonesas. El objetivo prioritario de ambos esposos fue recuperar todos los bienes que habían pertenecido a Fadrique Enríquez de Castilla y en 1431, Juan II de Castilla ordenó respetar todos los bienes y derechos de su tía, Beatriz Enríquez, quien en 1434 recuperó la villa de Monforte de Lemos, en 1440, la de Ponferrada, y en 1445, la de Villafranca del Bierzo. El 25 de mayo de 1442, Juan II concedió a Pedro Álvarez Osorio y a su esposa la licencia necesaria para fundar un mayorazgo, y un año después, en 1443, ambos cónyuges procedieron a fundar un mayorazgo en la persona de su hijo Alonso Pérez Osorio, incluyendo en él la totalidad de sus señoríos.
En los siguientes años, Beatriz Enríquez y su esposo intentaron que el monarca Juan II de Castilla les concediese el condado de Trastámara, que había pertenecido al hermano de Beatriz Enríquez, aunque sus esperanzas se vieron frustradas cuando Juan II concedió las tierras que componían el condado, aunque sin el título de conde, a Pedro Álvarez Osorio, señor de Villalobos y pariente de Pedro Álvarez Osorio, esposo de Beatriz Enríquez. 
Beatriz Enríquez de Castilla falleció el 3 de abril de 1455, según afirma en su obra Luis de Salazar y Castro, aunque otros discrepan en cuanto a la fecha, pero no en cuanto al año, que todos coinciden en señalar como correcto.

## Sepultura
El cadáver de Beatriz Enríquez de Castilla recibió sepultura en el convento de San Francisco de Villafranca del Bierzo, en el que posteriormente serían sepultados su segundo esposo y dos de sus hijos. En el sepulcro, colocado en la capilla mayor de la iglesia, estaba colocado el siguiente epitafio:

AQUÍ YACE DOÑA BEATRIZ, SEÑORA DE VILLAFRANCA, PONFERRADA E MONFORTE E DE CALDELAS. FUE CASADA CON DON PEDRO OSORIO, CONDE DE LEMOS, SEÑOR DE CABRERA Y RIBERA

El sepulcro de Beatriz Enríquez de Castilla, actualmente desaparecido, era de mármol, y sobre él estaba colocada la estatua yacente que representaba a la difunta, que aparecía con un rosario al cuello y un breviario en las manos.

## Matrimonios y descendencia
Beatriz Enríquez de Castilla contrajo matrimonio por primera vez con Diego López Dávalos, aunque no tuvieron descendencia.
Posteriormente, en 1433, contrajo matrimonio con Pedro Álvarez Osorio, señor de Cabrera y Ribera, y fruto de su segundo matrimonio nacieron tres hijos:
- Alonso Pérez Osorio (m. 1467). Contrajo matrimonio con Leonor Pimentel, hija de Alonso Pimentel Enríquez, conde de Benavente. Fue sepultado en el convento de San Francisco de Villafranca del Bierzo.
- Isabel Pérez Osorio. Contrajo matrimonio por primera vez con Galaor Mosquera, y posteriormente con el mariscal Pedro Pardo de Cela, con quien tuvo dos hijas.
- María Pérez Osorio (1446-1457). Fue sepultada en el convento de San Francisco de Villafranca del Bierzo.